# وین دنسون
وین دنسون (انگلیسی: Vin Denson؛ زادهٔ ۲۴ نوامبر ۱۹۳۵) دوچرخه‌سوار اهل بریتانیا است. وی در مسابقات تور دو فرانس و جیرو دیتالیا شرکت کرده است.